# 埃罗斯·波利
埃罗斯·波利（義大利語：Eros Poli，1963年8月6日—），意大利男子自行车运动员。他曾代表意大利参加1984年和1988年夏季奥林匹克运动会自行车比赛，其中1984年奥运会获得一枚金牌。